# Aeropuerto Internacional de Mont Tremblant
El Aeropuerto Internacional de Mont Tremblant (del inglés: Aéroport International de Mont Tremblant) (IATA: YTM, OACI: CYFJ) está ubicado a 10,7 MN (19,8 km; 12,3 mi) al suroeste de Chibougamau, Quebec, Canadá. 
Este terminal es clasificado por NAV CANADA como un puerto de entrada y es servido por la Canada Border Services Agency. Los oficiales de la CBSA solo pueden atender aviones de hasta 15 pasajeros.
El aeropuerto está aproximadamente a 40 minutos de ruta del resort de Monte Tremblant en buenas condiciones. Durante invierno el trayecto puede durar hasta una hora.

## Aerolíneas y destinos
- Porter Airlines
  - Montreal / Aeropuerto Internacional de Montreal-Trudeau (estacional)
  - Toronto / Aeropuerto Toronto City Centre (estacional)
- Continental Airlines
  - Continental Express
    -  ExpressJet Airlines
      - Newark / Aeropuerto Internacional Libertad de Newark (estacional)
- Voyageur Airways
  - Kitchener/Waterloo / Aeropuerto Internacional de la Región de Waterloo (estacional)
  - Newark / Aeropuerto Internacional Libertad de Newark (estacional)
  - North Bay / Aeropuerto de North Bay (estacional)
  - Ciudad de Quebec / Aeropuerto internacional Jean-Lesage de Quebec
  - Toronto / Aeropuerto Internacional de Toronto-Pearson (estacional)